# فينوس بوخارست
نادي فينوس بوخارست (بالإنجليزية: Venus Bucureşti)‏ نادي كرة قدم روماني . تم تأسيس النادي في سنة 1915 وتم حله في سنة 1949.